# Moi, Rogaland
Moi är en tätort som utgör centralort i Lunds kommun i Rogaland fylke i sydvästra Norge. Tätorten hade 1 977 invånare den 1 januari 2014. Den största arbetsgivaren är NorDan, Nordeuropas största tillverkare av fönster. Orten har en folkhögskola − Lundheim folkehøgskole. 
Moi ligger vid Europaväg 39 mellan Stavanger och Kristiansand, vid norra änden av Lundevatnet som är Norges nionde djupaste insjö (största djup 314 meter).